# Leucanopsis rhomboidea
Leucanopsis rhomboidea är en fjärilsart som beskrevs av Jan Sepp 1852. Leucanopsis rhomboidea ingår i släktet Leucanopsis och familjen björnspinnare. Inga underarter finns listade i Catalogue of Life.